# Marcos Soares
Marcos Pinto Rizzo Soares (Río de Janeiro, 16 de febrero de 1961) es un deportista brasileño que compitió en vela en la clase 470. Participó en los Juegos Olímpicos de Moscú 1980, obteniendo una medalla de oro en la clase 470.

## Palmarés internacional
| Juegos Olímpicos | Juegos Olímpicos | Juegos Olímpicos | Juegos Olímpicos |
| Año              | Lugar            | Medalla          | Clase            |
| ---------------- | ---------------- | ---------------- | ---------------- |
| 1980             | Moscú (URSS)     | Medalla de oro   | 470              |